# Ficoroni-cista

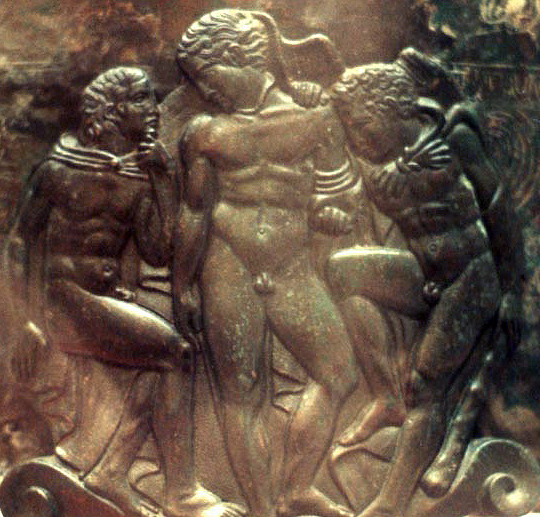
A Ficoroni-cista részlete

A Ficoroni-cista a római Villa Giulia Múzeumban őrzött bronzedény (cista). 

## Nevének eredete
Francesco de Ficoroni 18. századi műgyűjtőről nevezték el, aki a múzeumnak ajándékozta. 

## Története
A Kr. e. 300 körül készült cistát 1738-ban Praenestében találták, s az ottani bronzművesség egyik legkiemelkedőbb alkotása, bár magát a cistát felirata szerint Rómában készítette Novios Plautios, és egy bizonyos Dindia Macolnia adta a leányának ajándékul. 

## Leírása
Oldalán bekarcolt rajzzal (feltehetőleg görög festői előképek nyomán) az Argonauták ábrázolása látható, köztük Polüdeukész, a Diszküroszok egyike, amint Amükoszt, a bebrükoszok királyát, akit ökölvívásban legyőzött, egy fához kötözi. Az edény fedelén a fogó Dionüszosz és két szatír álló szobrocskája.

## Jelentősége
Az alkotáson található szignó: Novios Plautios med fecit (Novius Plautius csinált engem) a latin nyelvtörténet egyik fontos állomását rögzíti: a tárgyeset, illetve a presens perfectum indicativi activi klasszikus alakjainak kialakulása felé vivő utat lehet megfigyelni benne. 
Ez a legkorábbra datált régészeti lelet, mely rögzíti Róma városának a nevét is (ROMAI - azaz Rómában) formában.